# Pia Cohn
Pia Cohn (født 2. februar 1958) er en dansk sanger og skuespiller. Hun har siden 1983 været sanger i bandet Bifrost. Før det arbejdede hun som sanger og skuespiller hos Dueslaget og Bådteatret. Hun har også arbejdet i Videnscenter for Specialpædagogik samt som tale- & stemmelærer i DR.
Cohn medvirker bl.a på følgende Bifrost albums: Bifrost fra 1984, Vand jeg kan gå på fra 1987, Hjerte til salg fra 1997. Desuden medvirker hun på Bifrost singlen "Spillet" fra 2004.
Cohn sang desuden "We All Fall Down" i filmen Epidemic af Lars von Trier fra 1987 og medvirkede i Dansk Melodi Grand Prix 1989 med sangen "Nu er jeg blot en stemme", skrevet af Arne Würgler; sangen blev nummer fire.
Pia Cohn er gift med Tom Lundén, som sammen med hende var forsanger i Bifrost. Parret bor på Bornholm.